# Нагорний Ігор Олексійович
Ігор Олексі́йович Наго́рний (нар. 22 травня 1995, Ленінське, Черкаська область, Україна) — український футболіст, півзахисник футбольного клубу «Агробізнес» (Волочиськ).

## Життєпис

### Ранні роки
Ігор народився в селі Ленінське, Черкаської області. Футболом почав займатися в місті Черкаси, потім переїхав до Полтави, де грав за команду «Молодь» у ДЮФЛ. У 2011 році перебрався до Києва і продовжив грати в ДЮФЛ, виступаючи за ДЮФШ «Динамо» ім. Валерія Лобановського.

### Клубна кар'єра
Після завершення навчання, улітку 2012 року, став гравцем юнацького складу «Динамо» U-19. Із сезону 2013/14 став залучатись до матчів молодіжної команди U-21, в якій згодом став і капітаном команди. Усього за три роки захисник провів 23 матчі в юнацькій і 38 матчів у молодіжній команді «Динамо».
Улітку 2015 року Нагорний був заявлений за другу динамівську команду, що грала в Першій лізі. У професіональних змаганнях дебютував 26 березня 2016 року в домашньому матчі проти «Нафтовика-Укрнафти», який завершився внічию 0:0, а Ігор провів на полі 75 хвилин, після чого був замінений на Євгена Намтінова.
Наприкінці жовтня 2016 року став гравцем друголігового клубу «Арсенал-Київщина», в складі якого зіграв 20 матчів у всіх турнірах та відзначився 3 голами. З 2017 року виступав за польські напівпрофесійні клуби із третьої та четвертої ліги. У серпні 2020 року підписав контракт з чернівецьким футбольним клубом «Буковина», проте вже в лютому наступного року став гравцем клубу: «Карпати» (Галич).

## Досягнення
- Переможець юнацької першості України (1): 2012/13
- Срібний призер молодіжної першості України (1): 2014/15